# Microporelloides santabarbarensis
Microporelloides santabarbarensis är en mossdjursart som beskrevs av Soule, Chaney och Morris 2004. Microporelloides santabarbarensis ingår i släktet Microporelloides och familjen Microporellidae. Inga underarter finns listade i Catalogue of Life.